# Cicaré CH-14
Cicaré CH-14 Aguilucho (ісп. Орлятко) — аргентинський навчально-бойовий вертоліт. Спроектований і вироблений компанією «Cicaré» за замовленням авіаційного командування Аргентинської армії.

## Історія
Вперше проект вертольота CH-14 був представлений в 2005 році, в січні 2006 почалося будівництво дослідного зразка. 19 березня 2007 року після серії наземних випробувань був проведений перший політ.
На базі вертольота CH-14 планується створити Cicaré CH-16 — бойову модифікацію для виконання завдань з розвідки, боротьбі з легко броньованими засобами потенційного противника і виконання антитерористичних операцій.

## Льотно-технічні характеристики

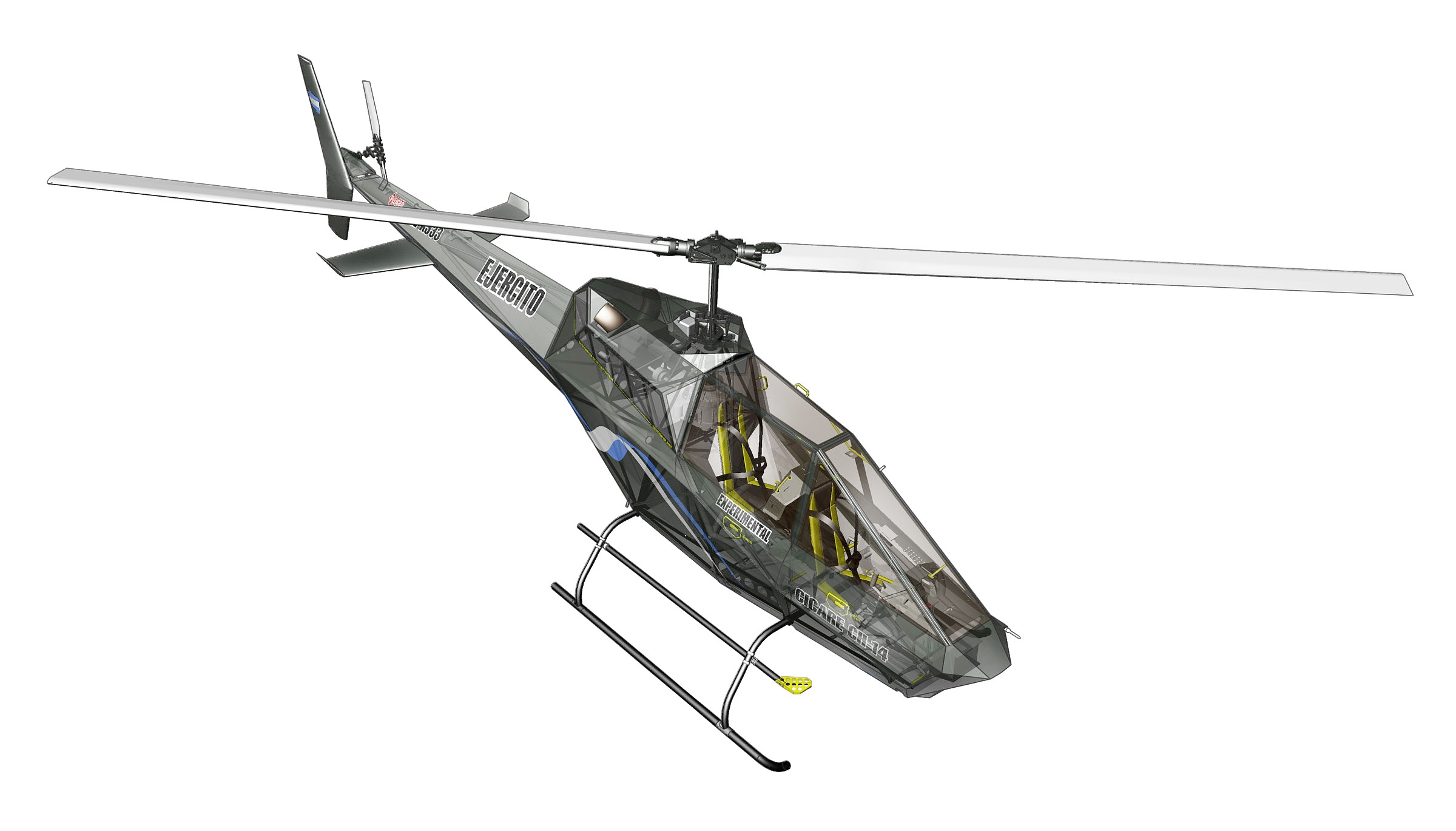
Конструкція CH-14

Джерело: 
Основні характеристики
- Екіпаж: 2 (пілот та оператор озброєння, розміщені тандемно)
- Довжина: 11,80 м
- Висота: 3,3 м
- Діаметр несучого гвинта:

- Маса порожнього: 750 кг
- Максимальна злітна маса: 1450 кг
- Силова установка: 1 × турбовальний Rolls-Royce Allison 250-C20-B  420 кс ( 313 кВт)
- Діаметр гвинта: 10,0 м

Льотні характеристики
- Крейсерська швидкість: 210 км/год
- Практична дальність: 510 км
- Перегінна дальність: 1000 км
- Швидкопідйомність: 8 м/с